# فالیزول
فالیزول (به لاتین: Falisolle) یک منطقهٔ مسکونی در بلژیک است که در سمبرو ویل واقع شده‌است. فالیزول ۴٫۸۳ کیلومتر مربع مساحت و ۳٬۴۴۸ نفر جمعیت دارد و ۱۱۵٫۴۵ متر بالاتر از سطح دریا واقع شده‌است.